# Hangover
«Hangover» (Resaca en español)   es una canción del cantautor Taio Cruz de su tercer álbum de estudio, TY.O. Fecha de lanzamiento el 4 de octubre de 2011 en Alemania, y 4 de marzo de 2012 en el Reino Unido, la canción sirve como sencillo del álbum liderazgo internacional, y sigue Troublemaker como segundo sencillo del álbum británico. El rapero estadounidense Flo Rida contribuye vocals de la huésped. Fue escrito por Taio Cruz y coescrito y producido por Dr. Luke y Cirkut.

## Video musical
Un vídeo musical para acompañar el lanzamiento de "Hangover" fue lanzado en YouTube el 25 de octubre. Su duración es de una longitud total de cuatro minutos y los segundos cuarenta y nueve. Flo Rida hace un cameo en el video, que ve a Cruz conducción de un barco de la velocidad por una calle secundaria. El clip incluye también actor y cómico Bobby Lee vestido como un oso, al ser alimentados con biberón en la cuna, y también visualiza una fiesta en un jet privado. El video termina con una breve escena en la que Lee extrae "un traje negro" de un armario lleno de trajes negros, y luego procede a la danza, la mendicidad Cruz para no despedirlo.

## Lista de canciones
- Descarga digital

1. "Hangover" - 4:03

- Sencillo CD Alemania

1. "Hangover" - 4:03
2. "Hangover" (No Rap) - 4:00

- Descarga digital

1. "Hangover" - 4:03
2. "Hangover" (Laidback Luke Extended Remix) - 5:31
3. "Hangover" (Laidback Luke Dub Remix) - 5:20
4. "Hangover" (Hardwell Extended Remix) - 5:50
5. "Hangover" (Stinkahbell Remix) - 3:47

- Descarga digital - EP

1. "Hangover" (Laidback Luke Extended Remix) - 5:31
2. "Hangover" (Laidback Luke Dub Remix) - 5:20
3. "Hangover" (Hardwell Remix Radio Edit) - 3:12
4. "Hangover" (Hardwell Extended Remix) - 5:50
5. "Hangover" (Hardwell Instrumental) - 5:50
6. "Hangover" (Jump Smokers Radio Edit) - 3:29
7. "Hangover" (Jump Smokers Extended Mix) - 4:26
8. "Hangover" (Jump Smokers Instrumental) - 4:24

- Datos: Q638837